# 歌川芳照
歌川 芳照（うたがわ よしてる、生没年不詳）とは、江戸時代の浮世絵師。

## 来歴
歌川国芳の門人、歌川の画姓を称し一春斎と号す。作画期は嘉永の頃とされるが、その他の経歴や作については不明。『新増補浮世絵類考』の歌川派の画系図に、国芳の門人として「芳照　一春斎」の名がある。